# Roulette (Pennsylvanie)
Roulette est une census-designated place située dans le comté de Potter, dans l’État de Pennsylvanie, aux États-Unis. Lors du recensement de 2020, elle compte 695 habitants.